# Compressidens infimus
Compressidens infimus är en blötdjursart som beskrevs av Victor Scarabino 1995. Compressidens infimus ingår i släktet Compressidens, ordningen Gadilida, klassen tandsnäckor, fylumet blötdjur och riket djur. Inga underarter finns listade i Catalogue of Life.